# 123-я танковая бригада
123-я отдельная танковая бригада — воинское соединение Вооружённых сил СССР в Великой Отечественной войне.
Сокращённое наименование — 123 отбр.

## История
Бригада сформирована в Ленинграде в последней декаде сентября 1941 года по штатам № 010/75 — 010/83 на базе остатков 1-й танковой дивизии. При формировании имела 46 танков КВ-1.
Период вхождения в действующую армию: с 30 сентября 1941 по 7 мая 1942 года.
С 11 октября 1941 года в составе бригады действовал опытный прототип танка Т-150, созданный в единственном экземпляре.
К ноябрю 1941 года бригада была переброшена к Неве, базировалась около Колтушей в резерве. На Невский пятачок удалось переправить несколько танков, и с 11 ноября 1941 года, танки бригады будучи приданными 86-й стрелковой дивизии перешли в наступление на правом берегу Невы на позиции 7-й авиаполевой дивизии в районе 1-го Городка и 8-й ГЭС, были остановлены на опушке леса рощи «Фигурная». К 30 ноября 1941 года на плацдарм понтонами были переправлены ещё 30 танков Т-34 и КВ-1 из состава бригады и с этого дня бригада опять ведёт безуспешные бои на пятачке за расширение плацдарма, атакует противника в направлении Арбузово, Анненское. В ходе боёв большинство танков было бригадой потеряно.
В период с 5 по 10 января 1942 года, на основании директивы штаба Ленинградского фронта № 1/13053 от 3 января 1942 года, бригада переведена на штаты № 010/303 — 010/310 от 9 декабря 1941 года. 123-й танковый полк переформирован в 1-й и 2-й отдельные танковые батальоны.
В январе 1942 года на базе разведывательной роты был создан первый в вооружённых силах СССР автобронебатальон, вооружённый БА-10.
Приказом НКО СССР № 0356 от 5 мая 1942 года переименована в 1-ю Краснознамённую танковую бригаду.

## Подчинение
| Дата            | Фронт (округ)                                                 | Армия | Корпус | Дивизия | Примечания          |
| --------------- | ------------------------------------------------------------- | ----- | ------ | ------- | ------------------- |
| 01.10.1941 года | Ленинградский фронт                                           | -     | -      | -       | -                   |
| 01.11.1941 года | Ленинградский фронт                                           | -     | -      | -       | -                   |
| 01.12.1941 года | Ленинградский фронт                                           | -     | -      | -       | -                   |
| 01.01.1942 года | Ленинградский фронт                                           | -     | -      | -       | -                   |
| 01.02.1942 года | Ленинградский фронт                                           | -     | -      | -       | -                   |
| 01.03.1942 года | Ленинградский фронт                                           | -     | -      | -       | -                   |
| 01.04.1942 года | Ленинградский фронт                                           | -     | -      | -       | -                   |
| 01.05.1942 года | Ленинградский фронт (Группа войск Ленинградского направления) | -     | -      | -       | в подчинении группы |

## Состав
На момент формирования:
- Управление бригады (штат № 010/75)
- Рота управления (штат № 010/76)
- 123-я разведывательная рота (штат № 010/77)
- 123-й танковый полк (штат № 010/78)
  - 1-й танковый батальон
  - 2-й танковый батальон
- 123-й моторизованный стрелково-пулемётный батальон (штат № 010/79)
- 123-й зенитный дивизион (штат № 010/80)
- 123-я ремонтно-восстановительная рота (штат № 010/81)
- 123-я автотранспортная рота (штат № 010/82)
- 123-й медико-санитарный взвод (штат № 010/83)
- Военная прокуратура (штат № 014/417)
- взвод и 3 отделение
- 63-я полевая почтовая станция

С 10 января 1942 года:
- Управление бригады (штат № 010/303)
- Рота управления (штат № 010/304)
- Разведывательная рота (штат № 010/305)
- 1-й отдельный танковый батальон (штат № 010/306)
- 2-й отдельный танковый батальон (штат № 010/306)
- Мотострелково-пулемётный батальон (штат № 010/307)
- Ремонтно-восстановительная рота (штат № 010/308)
- Автотранспортная рота (штат № 010/309)
- Медико-санитарный взвод (штат № 010/310)
- взвод и 3 отделение (прикомандированы)
- 63-я полевая почтовая станция (прикомандирована)

## Командование бригады

### Командиры бригады
- Баранов, Виктор Ильич (30.09.1941 — 11.04.1942), генерал-майор танковых войск;
- Шпиллер, Иосиф Борисович (12.04.1942 — 02.05.1942), подполковник (ВРИД);
- Кононов, Иван Васильевич (03.05.1942 — 05.05.1942) полковник[7][8]

### Заместители командира бригады по строевой части
- Погодин, Дмитрий Дмитриевич (30.09.1941 — 23.12.1941), полковник;
- Давыдов Яков Алексеевич[9] (18.01.1942 — 03.1942), майор, подполковник;
- Шпиллер Иосиф Борисович (03.1942 — 05.05.1942), подполковник

### Военные комиссары
- Кулик Кирилл Панкратьевич (27.09.1941 — 18.11.1941), бригадный комиссар;
- Евстифеев Иван Петрович (07.12.1941 — 05.05.1942), полковой комиссар[10]

### Начальники штаба бригады
- Касаткин, Николай Степанович (14.10.1941 — 11.01.1942), полковник;
- Пинчук, Павел Ильич (27.01.1942 — 05.05.1942), подполковник[11]

### Начальники политотдела
- Батурин Алексей Матвеевич (27.09.1941 — 15.10.1941), полковой комиссар;
- Борисовнин Михаил Павлович (19.10.1941 — 18.02.1942), батальонный комиссар;
- Заяц Иван Петрович (18.02.1942 — 05.05.1942), батальонный комиссар[10]

## Память
- Белый КВ-1 с надписью «Ленинградец» из состава бригады установлен на постамент в музее-диораме «Прорыв блокады Ленинграда».